# Thambema tanum
Thambema tanum is een pissebed uit de familie Thambematidae. De wetenschappelijke naam van de soort is voor het eerst geldig gepubliceerd in 1987 door Keith Harrison.